# 南塔克特 (麻薩諸塞州普查規定居民點)
南塔克特（英語：Nantucket）是位於美國麻薩諸塞州南塔克特縣的一個普查規定居民點。

## 人口
根據2020年美國人口普查的數據，南塔克特的面積為16.95平方千米，當中陸地面積為15.08平方千米，而水域面積為1.87平方千米。當地共有人口10166人，而人口密度為每平方千米599.76人。